# Holanthus
Holanthus is een geslacht van zee-egels uit de familie Hemiasteridae.

## Soorten
- Holanthus clarki (Lambert & Thiéry, 1924)
- Holanthus expergitus (Lovén, 1871)
- Holanthus hickmani (Koehler, 1914)
- Holanthus tenuis (A. Agassiz, 1898)
- Holanthus vanus (Koehler, 1914)